# Amphicyonoidea
Amphicyonoidea je izumrla porodica kopnenih zvijeri koja je obuhvaćala prodicu Amphicyonidae, a pripadala je podredu Caniformia. Ove vrste zvijeri živjele su od srednjeg eocena do pleistocena na području Sjeverne Amerike, Europe, Azije i Afrike, a imale su karakteristike i pasa i medvjeda, zbog čega su nazvane medvjeđim psima.

## Sistematika
- Porodica Amphicyonidae
  - Rod Agnotherium
    - A. antiquus

  - Rod Aktaucyon[2]
    - A. brachifacialis

  - Rod Amphicyanis
  - Rod Angelarctocyon
    - A. australis (formerly Miacis australis)

  - Rod Brachycyon
    - B. reyi
    - B. palaeolycos
    - B. gaudryi

  - Rod Gobicyon
    - G. acutus
    - G. macrognathus
    - G. yei
    - G. zhegalloi

  - Rod Gustafsonia
    - G. cognita (formerly Miacis cognitus)

  - Rod Guangxicyon
    - G. sinoamericanus

  - Rod Haplocyon
    - H. elegans
    - H. crucians

  - Rod Haplocyonoides
    - H. mordax
    - H. serbiae
    - H. ponticus

  - Rod Haplocyonopsis
  - Rod Harpagocyon[3]
  - Rod Harpagophagus
  - Rod Myacyon[4]
    - M. peignei

  - Rod Paradaphoenus
    - P. cuspigerus
    - P. minimus
    - P. tooheyi

  - Rod Pseudarctos
    - P. bavaricus

  - Rod Pseudocyonopsis
    - P. ambiguus
    - P. antiquus
    - P. quercensis

  - Rod Tomocyon[5]
    - T. grivense

  - Potporodica Amphicyoninae
    - Rod Amphicyon
      - A. frendens
      - A. galushai
      - A. giganteus
      - A. ingens
      - A. laugnacensis
      - A. longiramus
      - A. lyddekeri
      - A. major (tip.)
      - A. palaeindicus

    - Rod Cynelos
      - C. caroniavorus
      - C. crassidens
      - C. helbingo
      - C. idoneus
      - C. jourdan
      - C. lemanensis
      - C. pivetaui
      - C. rugosidens
      - C. schlosseri
      - C. sinapius

    - Rod Goupilictis
      - G. minor

    - Rod Ischyrocyon
      - I. gidleyi

    - Rod Magericyon
      - M. anceps
      - M. castellanus

    - Rod Pliocyon
      - P. medius
      - P. robustus

    - Rod Pseudamphicyon
    - Rod Pseudocyon
      - P. sansaniensis
      - P. steinheimensis
      - P. styriacus

    - Rod Ysengrinia
      - Y. americanus
      - Y. depereti
      - Y. geraniana
      - Y. ginsburg
      - Y. tolosana

  - Potporodica Daphoeninae (Sjeverna Amerika)
    - Rod Adilophontes
      - A. brachykolos

    - Rod Brachyrhyncocyon
      - B. dodgei
      - B. montanus

    - Rod Daphoenictis
      - D. tedfordi

    - Rod Daphoenodon
      - D. falkenbachi
      - D. notionastes
      - D. robustum
      - D. periculosus
      - D. skinneri
      - D. superbus

    - Rod Daphoenus
      - D. felinus
      - D. hartshornianus
      - D. lambei
      - D. nebrascensis
      - D. socialis
      - D. transversus
      - D. vetus

  - Potporodica Temnocyoninae (Sjeverna Amerika)
    - Rod Mammacyon
      - M. ferocior
      - M. obtusidens

    - Rod Temnocyon
      - T. altigenis
      - T. ferox
      - T. percussor
      - T. venator

## Vanjske poveznice
- †Amphicyonidae – beardogs